# オールシーズンさぁイコー!カードでエントリー!たまごっちコンテスト
『オールシーズンさぁイコー!カードでエントリー!たまごっちコンテスト』は、カードを読み込ませて戦うデータカードダスの一つ。略称「たまコン」。『超ねんじゅーかいさい カードでおーえん! たまごっちカップ』の続編にあたる。現在稼動終了。続編は『たまごっちとふしぎな絵本』。

## 特徴
このカードゲームの特徴は、セガ社が製作した『オシャレ魔女♥ラブandベリー』などのようにおしゃれをしてダンスをするのではなく、カードを駆使してたまごっちキャラクターがさまざまな競技を行うという、女の子向けのカードゲームでは唯一、ゲームジャンルが大きく異なるゲームである。

## 遊び方
1. 携帯型液晶付きゲーム（たまごっち）でキャラクターをきめるか、カードを読み込んでキャラクターをきめるか、ルーレットでキャラクターをきめるか、のどれかを20秒以内に選ぶ。
2. 100円玉を入れる。
3. カードを買うか、ルーレットでゲームを選ぶ。（カードを買うとゲームができない。）
4. アイテムカードなどのカードを制限時間内にスキャンする。スキャン後、選んだゲームがスタートする。
5. ゲーム終了後か、カードを買うを選ぶと、カードが1枚出てくる。

## バージョン
コンテストいち
始まりがテーマ。キャラクターのコスチュームは「じゅんび体操」。イベントカード、コンテストカードが追加された。
通常版とキャンペーン版があり、キャンペーン版には「あたり」が封入されており、3種類の限定カードと交換できた。
コンテストにっ
春がテーマ。キャラクターのコスチュームは「春のよそおい」。パートナーと応援の組み合わせで能力が上がるコンボが追加された。
コンテストさん
夏がテーマ。キャラクターのコスチュームは「夏のよそおい」。ロイヤルの上のレア度のサイコーが追加された。
また、「まめっち夏のよそおい」には稀にでる別バージョンも存在した。
コンテストよん
秋がテーマ。キャラクターのコスチュームは「秋のよそおい」。携帯電話のメールアドレスが書かれたカードが登場し、そのカードのたまごっちにメールを送れた。（現在は受け付けていない）
世界旅行をモチーフにした「ワールドツアーデザイン」も追加された。
また、このバージョンから『たまごっちのプチプチおみせっち みなサンきゅ〜!』のおすそわけ通信もできるようになった。（次回作でも通信可。ただし、一部の筐体では通信できない）
コンテストごっ
冬がテーマ。キャラクターのコスチュームは「冬のよそおい」。別の効果が二つ組み合わさったWカードが登場した。
また、この時期から『うたって!プリキュアドリームライブ 〜スピッチュカードでメタモルフォーゼ!?〜』が稼動し、本作の筐体が減少した。
コンテストろく
新年がテーマ。キャラクターのコスチュームは「しょーぶ服」。
コンテストなな
終わりがテーマ。これまでのカードが再収録され、一部は、Wカードになった。（例外あり）

## 対応機種
- 超じんせーエンジョイたまごっちプラス
- ウラじんせーエンジョイたまごっちプラス
- たまごっちスクールせーとぜーいんしゅーごっち!